# منتخب أستراليا لهوكي الحقل للرجال
منتخب أستراليا الوطني لهوكي الحقل للرجال (بالإنجليزية: Australia men's national field hockey team)‏ هو ممثل أستراليا الرسمي في المنافسات الدولية في هوكي الحقل .